# تازة كند ديوان علي
تازة كند ديوان علي هي قرية في مقاطعة ميانة، إيران. عدد سكان هذه القرية هو 58 في سنة 2006.